# Донская казачья гвардия
«Донская казачья гвардия» — подразделение Донского государственного технического университета (ДГТУ) Донской государственный технический университет, крупнейшего ВУЗа на Юге России. В основе экспозиции – частная коллекция ростовчанина Николая Новикова, которую он собирал с 1990 года. Помещение для ее экспонирования предоставлено ректором ДГТУ Б.Ч. Месхи в одном из корпусов университета, который находится в здании, построенном в 1900 году по проекту архитектора Соколова Н.М.

## История создания
Центр открыт в сентябре 2016 года при поддержке Губернатора Ростовской области Голубева В.Ю. С посетителями начал работать в мае 2017 года. В нашей стране это единственная экспозиция, посвященная гвардейским казачьим полкам. Полковой музей Лейб-гвардии Казачьего полка в марте 1920 года был вывезен из России и сейчас находится в Париже. Председатель Объединения памяти Лейб-гвардии Казачьего полка, руководитель полкового музея в Париже Владимир Николаевич Греков, внучатый племянник командира полка Александра Митрофановича Грекова, спасшего музей в годы Гражданской войны от разграбления, дважды посещал КВЦ «Донская казачья гвардия» и дал ему высокую оценку.

## Деятельность
Сотрудники центра знакомят с историей Лейб-гвардии Казачьего полка, Лейб-гвардии Атаманского полка и Лейб-гвардии 6-ю Донской казачьей батареи. Рассказ сопровождается демонстрацией программы дополненной реальности. В лекционном зале Центра проводятся исторические турниры для учащихся общеобразовательных учреждений, научно-практические конференции для кадетских корпусов, заседания Исторического Совета Всевеликого Войска Донского, концерты, тематические вечера и др/ В 2018 году Центр занял первое место во Всероссийском фестивале-конкурсе туристских видео-презентаций «Диво России» в номинации «Историко-архитектурные, религиозные объекты и музеи».